# Molophilus neodiceros
Molophilus neodiceros är en tvåvingeart som beskrevs av Alexander 1967. Molophilus neodiceros ingår i släktet Molophilus och familjen småharkrankar. Inga underarter finns listade i Catalogue of Life.